# Peseta vasca
La Peseta Vasca fue una emisión de billetes y monedas de Peseta de curso legal realizada por el Gobierno Provisional del País Vasco, y constituyen la única ocasión en la historia contemporánea en que el País Vasco ha contado con su propia emisión oficial de moneda. Esta emisión de monedas y billetes se produce de forma extraordinaria como consecuencia de la fractura del territorio de la Segunda República Española y el aislamiento del resto del país que sufrieron Asturias, Cantabria y País Vasco al inicio de la guerra civil española; y supuso la puesta en circulación de 130 millones de pesetas en billetes y 10 millones en monedas, figurando la leyenda “Gobierno Vasco” y el escudo en ambos soportes.

## Historia
Iniciada la Guerra Civil, Euskadi se constituye en "Región Autónoma" en virtud del Estatuto de Autonomía del País Vasco de 1936 aprobado por las Cortes Generales de la República Española. El 7 de octubre de 1936 se forma el primer Gobierno Vasco, que fue presidido por el Lendakari José Antonio Aguirre, del Partido Nacionalista Vasco, y contó con participación de Consejeros de los partidos que formaban el Frente popular: PSOE, PCE, Acción Nacionalista Vasca, Izquierda Republicana y Unión Republicana.
Ante el avance de las tropas nacionales en el verano de 1936, la franja de la costa cantábrica situada entre Guipúzcoa y Asturias se encuentra aislada del resto del territorio republicano y con el frente de batalla estabilizado hasta marzo de 1937. El Gobierno Vasco ejercerá "de iure" una serie de competencias en virtud de lo establecido en el Estatuto de autonomía, y asumirá "de facto" otras por el aislamiento del resto del territorio adscrito a la República. Este segundo caso es el que implicó la emisión de pasaportes, la reorganización del sistema de justicia y las prisiones, la constitución del un ejército de 40.000 soldados con el Euzko Gudarostea y la Marina de Guerra Auxiliar de Euzkadi, así como la puesta en circulación de moneda propia.
La emisión de moneda fraccionaria por parte del Gobierno Vasco estuvo avalada por el Banco de España, así como por otras cinco entidades bancarias con sede en Bilbao, y respondía a la falta de billetes y monedas en el territorio. En agosto de 1936 la Junta de Defensa de Vizcaya dispuso la emisión de talones al portador contra cuentas corrientes del Banco de España, con los valores de 5, 25, 50 y 100 pesetas. El Gobierno de la República en enero de 1937 emite una orden ministerial contra esta medida ordenando a las sucursales o agencias del Banco de España que se abstuvieran de autorizar vales, pagarés o talones que circulaban a modo de billetes ante la falta de estos.

## Billetes de Peseta vasca
El Gobierno Vasco, que había avalado anteriormente la emisión de talones para paliar la falta de billetes, el 16 de abril de 1937 emite una orden desde el Departamento de Hacienda con la emisión de 130 millones de pesetas  en nuevos billetes, encargados a la imprenta bilbaína "Huecograbado Arte y Editorial Vasca S.A." para ser impresos mediante fotograbado y destinados a sustituir a los billetes que se encontraban en ese momento en circulación.
Se emitieron billetes por valor de cinco, diez, veinticinco, cincuenta y cien pesetas, así como otros de quinientas y mil pesetas que no llegaron a circular ante el avance del frente de guerra. Estos billetes fueron conocidos popularmente como "Heliodoros" al ser emitidos por decreto del entonces Consejero de Hacienda del Gobierno Vasco, Heliodoro de la Torre.
La emisión completa de billetes contaba con el aval del Banco de España, teniendo cada serie de un determinado valor como entidad emisora a un banco o caja de ahorros con sede en Bilbao. Estas entidades bancarias, que figuraban en el anverso de los billetes, fueron el Banco de Bilbao, el Banco de Vizcaya, la Caja de Ahorros Vizcaína, la Caja de Ahorros y Monte de Piedad de Bilbao, el Banco Central, el Banco del Comercio, el Banco Guipuzcoano, el Banco Hispano Americano y el Banco Urquijo Vascongado.
El diseño de los billetes fue realizado por uno de los mejores cartelistas del momento, el artista bilbaíno Nicolás Martínez Ortiz de Zárate, quien dibujó diversos motivos tradicionales vascos, como el pastor con perro, la fachada de la Universidad de Oñate, remeros vascos, el puente levadizo de Deusto, el agricultor arando con la pareja de bueyes, la industria o una sardinera junto a un pescador. Además, la tirada completa comparte el escudo del Gobierno Vasco en el anverso, junto con diferentes motivos basados en hojas de roble y bellotas, en alusión al Árbol de Gernika como símbolo de las libertades en Euskadi. Ortiz de Zárate también colaboró con el Gobierno de Euzkadi en la preparación de la participación vasca en la Exposición Internacional de París de 1937. Con la caída de Bilbao colaboró en el Departamento de Prensa y Propaganda del Gobierno de Franco de la mano del pintor Juan Cabanas Erausquin, aunque "es denunciado por un pintor vizcaíno como autor de los billetes de Euzkadi y tiene que pasar por un calvario de detenciones y declaraciones". Finalmente es liberado y puede seguir ejerciendo como artista.
| Denominación                 | Entidad emisora                             | Motivo                             | Color anverso | Color reverso    | Imagen del anverso | Imagen del reverso |
| ---------------------------- | ------------------------------------------- | ---------------------------------- | ------------- | ---------------- | ------------------ | ------------------ |
| 5 pesetas                    | Caja de Ahorros Vizcaína                    | Pastor de ovejas con perro         | Verde         | Azul claro       |                    |                    |
| 10 pesetas                   | Banco de Vizcaya                            | Fachada de la Universidad de Oñate | Azul oscuro   | Azul y verde     |                    |                    |
| 25 pesetas                   | Banco del Comercio                          | Industria                          | Azul oscuro   | Azul oscuro      |                    |                    |
| 50 pesetas                   | Banco de Bilbao                             | Sardinera y remeros                | Azul oscuro   | Marrón y violeta |                    |                    |
| 100 pesetas                  | Caja de Ahorros y Monte de Piedad de Bilbao | Agricultor con pareja de bueyes    | Verde         | Marrón           |                    |                    |
| 500 pesetas (sin circular)   | Banco de Bilbao                             | Vista del Puente de Deusto         | Gris          | Rojo y azul      |                    |                    |
| 1.000 pesetas (sin circular) | Banco del Comercio                          | Industria con trabajadores         | Gris          | Azul y marrón    |                    |                    |

## Monedas de Peseta vasca
Además de la emisión de billetes, el Gobierno Vasco también puso en circulación monedas de 1 y 2 pesetas (y tenía planeado emitir también una de 5 pesetas) aunque en este caso le fue más complicado que la emisión de papel moneda. Mientras que este se pudo realizar en una imprenta bilbaína, las monedas tuvieron que fabricarse en el extranjero. Conforme al decreto publicado el 17 de marzo de 1937, el Delegado del Gobierno Vasco en Francia, Rafael Picavea, fue la persona responsable de supervisar el proyecto que se adjudicó a la Real Casa de la Moneda de Bruselas en Bélgica, contra la que compitió la Casa de Moneda francesa, la Monnaie de Paris, y que finalmente acuñó seis millones de piezas de una peseta y dos millones de piezas de dos pesetas.
Los diseños corrieron por cuenta de Armand Bonnetain y los cuños para la producción de la moneda fueron fabricados en el taller de Alexandre Everaerts, entonces el jefe del departamento de grabado de la Casa de Moneda Belga. En el anverso figura, dentro de un borde moldeado de perlas, el busto de una mujer con gorro frigio mirando hacia la derecha, símbolo internacional y representación alegórica de la libertad y el republicanismo desde el siglo XIX. Alrededor incluye la leyenda "Gobierno de Euzkadi" y en la parte inferior del busto figuran las iniciales estilizadas del artista: AB (Armand Bonnetain). En el reverso, dentro de un borde moldeado de perlas, figura el valor de la pieza siendo de 1 pesta o 2 pesetas, y en la parte inferior el año de emisión (1937) sobre un guion, estando rodeado el conjunto por una corona de laurel.
Los envíos de monedas desde Bruselas se recibieron en dos lotes. Un primero el 11 de febrero de 1937 por ferrocarril vía Toulouse y un segundo cargamento por barco desde el puerto de Amberes con destino Bilbao.
| Denominación           | Leyenda             | Motivo                                                   | Material | Diámetro | Anverso y reverso |
| ---------------------- | ------------------- | -------------------------------------------------------- | -------- | -------- | ----------------- |
| 1 peseta               | Gobierno de Euzkadi | Busto de mujer con gorro frigio mirando hacia la derecha | Níquel   | 22 mm    |                   |
| 2 pesetas              | Gobierno de Euzkadi | Busto de mujer con gorro frigio mirando hacia la derecha | Níquel   | 26 mm    |                   |
| 5 pesetas (sin emitir) |                     |                                                          |          |          |                   |